# 부스터 골드
부스터 골드/미카엘 존 카터(Booster Gold/Michael Jon Carter)는 DC 코믹스에서 출판하는 미국 코믹스에 등장하는 가공의 슈퍼히어로이다. 댄 저건스가 이 캐릭터를 창조하여 부스터 골드 #1(1986년 2월)에 처음 등장했으며 저스티스 리그의 멤버이다.
처음에는 역사적 지식과 미래 기술을 사용하여 인지도 높은 히어로 자리에 오르려고 하는 명예에 집착하는 미래의 쇼보트로 묘사되었다. 부스터는 시리즈가 진행되고 개인적인 비극을 겪으며 자신이 쌓은 명성을 짊어진 진정한 영웅이 되기 위해 성장한다.

## 반응
부스터 골드는 잡지 위저드에서 선정한 역대 가장 뛰어난 코믹북 캐릭터 173위에 올랐다. IGN은 그를 최고의 코믹북 히어로 59위로 선정했다.